# Joyce Wethered
Joyce Wethered, née le 17 novembre 1901 dans le Surrey et décédée le 18 novembre 1997 à Londres, était une golfeuse anglaise considérée comme la meilleure britannique à son époque.
Joyce et son frère Roger Wethered (qui a remporté l'Open britannique en 1921) ont appris le golf ensemble pendant leur enfance. Elle remporte à quatre reprises le championnat amateur de golf de Grande-Bretagne (1921, 1924, 1925 et 1929) et le championnat anglais féminin à cinq reprises consécutivement (1920-1924)/ Après son mariage en 1924, elle est connue sous le nom Lady Haethcote-Amory. Son jeu et son swing ont été admirés par Bobby Jones, le champion américain à la même époque.